# Yeagertown
Yeagertown és una concentració de població designada pel cens dels Estats Units a l'estat de Pennsilvània. Segons el cens del 2000 tenia 1.035 habitants.

## Demografia
Segons el cens del 2000, Yeagertown tenia 1.035 habitants, 416 habitatges, i 299 famílies. La densitat de població era de 850,2 habitants per km².
Dels 416 habitatges en un 33,9% hi vivien nens de menys de 18 anys, en un 57% hi vivien parelles casades, en un 11,3% dones solteres, i en un 27,9% no eren unitats familiars. En el 24,3% dels habitatges hi vivien persones soles el 14,7% de les quals corresponia a persones de 65 anys o més que vivien soles. El nombre mitjà de persones vivint en cada habitatge era de 2,49 i el nombre mitjà de persones que vivien en cada família era de 2,92.
Per edats la població es repartia de la següent manera: un 25% tenia menys de 18 anys, un 6,8% entre 18 i 24, un 28,9% entre 25 i 44, un 25,4% de 45 a 60 i un 13,9% 65 anys o més.
L'edat mediana era de 36 anys. Per cada 100 dones de 18 o més anys hi havia 87,4 homes.
La renda mediana per habitatge era de 35.170 $ i la renda mediana per família de 45.547 $. Els homes tenien una renda mediana de 28.047 $ mentre que les dones 21.429 $. La renda per capita de la població era de 16.130 $. Entorn del 8,4% de les famílies i el 9,8% de la població estaven per davall del llindar de pobresa.

## Poblacions més properes
El següent diagrama mostra les poblacions més properes.